# جنجال کاریکاتور روزنامه ایران

بخشی از صفحهٔ ۲ بخش کودک هفته‌نامهٔ ایران جمعه

فارسی صحبت کردن سوسک در بخش دیگری از همان هفته‌نامه

کاریکاتور جنجالی روزنامهٔ ایران در هفته‌نامهٔ ایران جمعه، ویژه‌نامهٔ روزهای جمعهٔ روزنامهٔ ایران (به صاحب‌امتیازی خبرگزاری جمهوری اسلامی) در ۲۲ اردیبهشت ۱۳۸۵ در صفحهٔ «کودک و نوجوان» منتشر شد. این کاریکاتور توسط مانا نیستانی در کمیک‌استریپی با عنوان «چه کنیم که سوسک‌ها سوسکمان نکنند» طراحی شده‌بود.
در این کمیک‌استریپ به زبان طنز دربارهٔ چگونگی مقابله با سوسک‌ها در قالب دو شخصیت سوسک و یک پسر نوجوان پرداخته شده‌بود. در تمامی کاریکاتورها سوسک به زبان فارسی سخن می‌گوید؛ اما در یکی از بخش‌ها در پاسخ به پسر نوجوان از کلمهٔ تُرکی «نَمَنَه» (به‌معنی "چی" یا "چه می‌گویی؟") استفاده می‌کند.
این کاریکاتور سبب تظاهرات‌های گسترده در بسیاری از مناطق ترک‌زبان ایران شد و باعث کشته و زخمی شدن عده‌ای از معترضین در شهرهای نقده، ارومیه، تبریز، اردبیل و مشکین‌شهر گردید.

## کاریکاتور
در این کمیک‌استریپ پسربچه‌ای با زبان «سوسکی» به سوسک می‌گوید: «Soosoo soosking sisko sooski sooskung». اما چنان‌که در متن گفته شده‌است، چون سوسک زبان خود را درست نمی‌فهمد، از حرف‌های پسربچه سر درنمی‌آورَد و به زبان تُرکی فقط می‌گوید: «چی؟» (به ترکی: نمنه). بنابراین زبان سوسک، همان زبانی است که پسربچه بدان سخن گفته‌بود.
در متنی که در کنار کاریکاتور و تحت عنوان «گفتمان» آمده نوشته شده: «... مشکل اینجاست که سوسک زبان آدم حالیش نمی‌شه. دستور زبان سوسکی هم آن‌قدر سخته که هشتاد درصد خود سوسکا هم بلد نیستن و ترجیح می‌دن به زبان‌های دیگه حرف بزنن. وقتی سوسکا زبون خودشونو نمی‌فهمن شما چه‌جوری می‌خواین بفهمین؟!...»

### توضیحات مانا نیستانی
رئیس انجمن کاریکاتوریست‌های تبریز، طی یادداشتی در وب‌گاه رسمی این انجمن در مورد كاریكاتورهای روزنامهٔ ایران نوشت: کارتونیست روزنامهٔ ایران طی نامه‌ای طولانی برای بنده مسئله را توضیح داده‌است که: «استفاده از واژه‌های «سنه‌نه» و «نه‌منه» که در دیالوگ سوسک آورده شده، اصطلاحاتی هستند که روزانه در زبان فارسی به‌کار گرفته می‌شوند، و این نکته نشان از نفوذ زبان تُرکی در زبان فارسی دارد. نکتهٔ دوم این‌که در همان صفحه یا صفحهٔ ۲۰ روزنامه، کارتون‌های دیگری کشیده شده که قورباغه و سوسک با لهجهٔ غلیظ تهرانی حرف می‌زنند، درحالی‌که حمل بر سوسک بودن تهرانی‌ها نشده‌است». وی افزود: کارتونیست روزنامهٔ ایران در ادامه توضیح داده که دوستان زیادی از تبریز و اردبیل دارد و هیچ مقصودی در طنز به‌کاررفته نداشته‌است و هیچ دلیلی برای توهین به ترک‌ها وجود ندارد.
در سال ۲۰۱۵ ، مانا نیستانی در مصاحبه ای با لس آنجلس تایمز توضیح داد: «کسانی که از این کارتون انتقاد کردند ، آن را از متن خارج کردند و به نظر می رسد که سوسک به زبان آذری صحبت می کند. آنها آن را به عنوان توهین به آذری تفسیر کردند. این اصلاً هدف من نبود.»

## اعتراضات
پس از انتشار کاریکاتور جنجالی روزنامهٔ ایران، دامنهٔ اعتراضات علاوه بر شهرهای مختلف آذربایجان به تهران و سایر شهرهای داخلی ایران نیز کشیده شد. شماری از دانشجویان دانشگاه تهران از ساعت ۲۱ و ۳۰ دقیقهٔ نیمه‌شب سه‌شنبه ۲ خرداد ۱۳۸۵ خورشیدی تا ساعت ۵ صبح روز بعد در برابر درب اصلی کوی دانشگاه تهران تجمع کرده بودند که این تجمع در ساعت ۲۳ نیمه‌شب سه‌شنبه به اوج خود رسیده بود. دانشجویان آذربایجانی نیز با راهپیمایی در مقابل دانشکده‌های مختلف دانشگاه تهران، این اقدام روزنامهٔ ایران را محکوم کرده بودند.
در حالی‌که متن روزنامهٔ ایران را بیشترِ معترضان ندیده بودند، اما شایعات اغراق‌شده یا کپی دستکاری‌شدهٔ روزنامهٔ ایران که از تشبیه ترک‌های ایران به سوسک سخن می‌گفت، به نحو گسترده‌ای منتشر شده بود. به گفته مدیر مسئول روزنامهٔ ایران، کپی دستکاری‌شدهٔ روزنامه در شمارگان ۳۰۰٬۰۰۰ نسخه (حدود [ده برابر] تیراژ هفته‌نامهٔ ایران) روز جمعه در کشور و مخصوصاً در مناطق ترک‌زبان منتشر شده بود.
در تبریز تظاهرات از ساعت ۴ بعدازظهر از سمت دانشگاه تبریز و میدان نماز آغاز گردیده و به سمت استانداری آذربایجان شرقی ادامه پیدا کرد. تلاش نیروهای انتظامی برای جلوگیری از پیوستن دو گروه تظاهرکننده به درگیری میان دو طرف انجامید. بانک ملی شعبه مرکزی هم توسط مردم تخریب شد.
اعتراضات در ارومیه منجر به تغییر مسیر اعتراضات علیه غیرترک‌ها و مطرح کردن شعارهای نزادپرستانه و حرکت‌دادن تظاهرکنندگان به سمت کنسولگری ترکیه و آتش‌زدن ساختمان روزنامهٔ ایران و صداوسیمای ارومیه شد.
ده در دیگر شهرهای ترک‌زبان کشور، هیئت نظارت بر مطبوعات تشکیل جلسهٔ اضطراری داد و روزنامهٔ ایران را توقیف موقت کرد و پروندهٔ آن را به دادسرا فرستاد. روزنامهٔ ایران ۳۱ اردیبهشت عذرخواهی و اعلام کرده بود که مانا نیستانی را اخراج کرده‌است. پس از انتشار خبر توقیف بیانیه‌ای با عنوان «ما اهل ایرانیم» توسط کارکنان این روزنامه منتشر شد که در آن آمده بود: «ما اهل ایرانیم، اهل «ایران». در میان ما هم از جنس ترک است، هم از جنس کرد؛ هم از طایفهٔ لر است، هم از تبار عرب؛ هم از سلسلهٔ بلوچ است، هم از سلالهٔ عجم؛ و برای ما مباهات است که در خانوادهٔ «ایران» قاطبهٔ مدیران، مجریان و خبرنگاران، خود افتخار انتساب به هموطنان ترک را دارند. دردناک‌تر از این چه می‌تواند بود که در چنین شرایطی به جفا و توهین به مام و ملیت خویش متهم شویم؟ ما خبرنگاران «ایران» از هر جا که هستیم، پیش و بیش از هرچیز، یک ایرانی مسلمان هستیم.»
سخنگوی قوهٔ قضائیه نیز از صدور قرار بازداشت برای کارتونیست و سردبیر ایران جمعه خبر داد.
فیروزی، دادستان تبریز نیز اعلام کرد که علیه روزنامهٔ ایران اعلام جرم کرده‌است.

#### محاکمه و تبرئهٔ روزنامهٔ ایران
توقیف روزنامهٔ ایران ۵ ماه ادامه یافت و سپس با تغییر کادر و مدیریت آن، انتشار خود را از سر گرفت. غلامحسین اسلامی‌فر، مدیرمسئول روزنامه نیز از اتهام ایجاد اختلاف بین قشرهای جامعه و اهانت به مردم ترک‌زبان تبرئه شد. وی در دادگاه گفت: «شخصیت داستان و طنز در کاریکاتورهای دیگر مطلب مزبور به زبان‌های رایج دیگری در کشور از جمله فارسی نیز سخن گفته و بدین ترتیب کاریکاتوریست قصد توهین به ترک‌زبانان نداشته‌است.»

## دخالت غیرایرانیان
عماد افروغ، رئیس کمیسیون فرهنگی مجلس شورای اسلامی گفت که پان‌ترک‌ها، در این آشوب نقش داشتند. بقیه اعضای دولت ایران، ایالات متحده، اسرائیل و بریتانیا را متهم به دست‌داشتن در تحریک اختلافات قومیتی کردند. گفته می‌شود که ایالات متحده، با همدستی جمهوری آذربایجان، عملیات مخفیانه‌ای علیه ایران هدایت می‌کند.
عباس ملکی، محقق ارشد قراردادی در دانشگاه هاروارد و معاون سابق وزارت امور خارجهٔ ایران، اظهار داشت:
من فکر می‌کنم که وقتی جرج دبلیو بوش گفت که تمام گزینه‌ها علیه ایران بر روی میز قرار دارد، یکی از آنها، آشوب‌افکنی در استان‌های ایران بود. هرگز فراموش نکردیم، منوچهر چهرگانی، یکی از رهبران آشوب‌طلب پان‌ترکیستی که کارش تحریک آذری‌ها بود، سال پیش در واشنگتن، توسط وزارت دفاع ایالات متحده دعوت گشته بود.
رویِل مارک گرنخت (به آلمانی: Reuel Marc Gerecht)، مأمور سابق سیا در دههٔ ۱۹۹۰ میلادی، اظهار داشت:
با توسط از طریق ترکیه و آذربایجانی‌های شوروی سابق، با نگاه به ناسیونالیست‌هایی که در باکو هست، بیشتر نگاه‌هایشان به‌جای ایران، به سمت غرب هست.
بنابر گفتهٔ تورج اتابکی، ایران‌شناس (با زمینهٔ مطالعاتیِ آذربایجان و آذربایجانی‌ها)، احتمالاً ذره‌ای حقیقت در پشت اظهارات گفتهٔ دولت ایران در مورد توطئهٔ مشترک خارجی موجود است؛ با این حال مسئولیت آشوب‌ها، در درجهٔ اول به گردن دولت مرکزی است و آن‌ها متهم درجه‌اول این بحران هستند.
به‌طور مشابه، آیسون آثاناسیدیس (به انگلیسی: Iason Athanasiadis)، در مقاله‌ای در آسیا تایم آنلاین گفت که نیاز به سند قطعی نیست، که این مشکل، در درجهٔ اول، چیزی جز بحران داخلی نبود.
در اوت ۲۰۰۷، در جلسهٔ میر داگان (رئیس موساد) با ریچارد جونز، سفیر آمریکا در اسرائیل، سخنان داگان دربارهٔ اهرم‌های فشار را چنین می‌گوید:
Dagan said that more should be done to foment regime change in Iran, possibly with the support of student democracy movements, and ethnic groups (e.g. , Azeris, Kurds, Baluchs) opposed to the ruling regime.

داگان می‌گوید باید استفاده از حمایت‌های جنبش دموکراسی‌خواهانهٔ دانشجویی و گروه‌های قومی (یعنی آذری‌ها، کردها، بلوچ‌ها) به رژیم فشار بیاوریم.
در قسمت دیگری از این گفتگو، به رسانهٔ صدای آمریکا اشاره می‌کند:
Dagan said that Israel is already doing this, and would continue to do so. Dagan reiterated the need to strike at Iran's heart by engaging with its people directly. Voice of America (VOA) broadcasts are important, but more radio transmissions in Farsi are needed. Coordination with the Gulf states is helpful, but the U.S. should also coordinate with Azerbaijan and countries to the north of Iran, to put pressure on Iran.

داگان می‌گوید که اسرائیل این کار را ادامه می‌دهد، ولی باید قلب ایران (مردم) را هدف گرفت. رسانهٔ صدای آمریکا (وی او اِی) خیلی مهم است، ولی تعداد رادیوهای مخابراتی بیشتری برای فارسی‌زبانان نیاز است. همکاری کشورهای حاشیهٔ خلیج (فارس) می‌تواند مفید باشد، ولی آمریکا باید همان‌گونه با جمهوری آذربایجان و کشورهای شمالی ایران متحد شود تا به ایران فشار بیشتری آورد.

## بازتاب در کشورهای دیگر
در باکو عده‌ای مقابل سفارت ایران تجمع کرده و پرچم ایران را به آتش کشیدند. همچنین روزنامه‌های جمهوری آذربایجان از تیترهایی همچون «رژیم ایران برادران ما را سرکوب کرد» و «آذربایجان جنوبی به پا خاسته‌است» استفاده کردند. همچنین به گفتهٔ بی‌بی‌سی «روزنامهٔ آینه نوشت: «رویارویی ملی در مجلس ایران» در صحن مجلس شورای اسلامی ایران؛ اکبر اعلمی، نمایندهٔ تبریز، شعر «تهران و تهرانی» از محمدحسین شهریار، شاعر نامدار معاصر آذربایجانی را خوانده که ترجیع‌بند آن با «الا تهرانیا...» آغاز می‌شود. خواندن این شعر باعث درگیری لفظی میان نمایندگان تبریز و یکی از نمایندگان تهران در مجلس شد. خبرنگاران پارلمانی در تهران می‌گویند اکبر اعلمی موفق شد شعر را تا آخر بخواند و تنها مسئله‌ای که با آن مواجه شد، تذکر رئیس مجلس بود.»